# Lijst van voetbalinterlands Hongarije - Ierland
Deze lijst van voetbalinterlands is een overzicht van alle officiële voetbalwedstrijden tussen de nationale teams van Hongarije en Ierland. De landen hebben tot op heden veertien keer tegen elkaar gespeeld. De eerste ontmoeting was een vriendschappelijke wedstrijd en werd gespeeld in Dublin op 16 december 1934. Het laatste duel, eveneens vriendschappelijk, vond plaats op 4 juni 2024 in Dublin.

## Wedstrijden
| №  | Plaats    | Datum             | Competitie           | Wedstrijd                   | Uitslag |
| -- | --------- | ----------------- | -------------------- | --------------------------- | ------- |
| 1  | Dublin    | 16 december 1934  | Vriendschappelijk    | Ierse Vrijstaat − Hongarije | 2 − 4   |
| 2  | Boedapest | 3 mei 1936        | Vriendschappelijk    | Hongarije − Ierse Vrijstaat | 3 − 3   |
| 3  | Dublin    | 6 december 1936   | Vriendschappelijk    | Ierse Vrijstaat − Hongarije | 2 − 3   |
| 4  | Cork      | 19 maart 1939     | Vriendschappelijk    | Ierland − Hongarije         | 2 − 2   |
| 5  | Boedapest | 18 mei 1939       | Vriendschappelijk    | Hongarije − Ierland         | 2 − 2   |
| 6  | Dublin    | 8 juni 1969       | WK 1970 kwalificatie | Ierland − Hongarije         | 1 − 2   |
| 7  | Boedapest | 5 november 1969   | WK 1970 kwalificatie | Hongarije − Ierland         | 4 − 0   |
| 8  | Boedapest | 8 maart 1989      | WK 1990 kwalificatie | Hongarije − Ierland         | 0 − 0   |
| 9  | Dublin    | 4 juni 1989       | WK 1990 kwalificatie | Ierland − Hongarije         | 2 − 0   |
| 10 | Győr      | 11 september 1991 | Vriendschappelijk    | Hongarije − Ierland         | 1 − 2   |
| 11 | Dublin    | 29 mei 1993       | Vriendschappelijk    | Ierland − Hongarije         | 2 − 4   |
| 12 | Boedapest | 4 juni 2012       | Vriendschappelijk    | Hongarije − Ierland         | 0 − 0   |
| 13 | Boedapest | 8 juni 2021       | Vriendschappelijk    | Hongarije − Ierland         | 0 − 0   |
| 14 | Dublin    | 4 juni 2024       | Vriendschappelijk    | Ierland − Hongarije         | 2 − 1   |
| 15 | Dublin    | 6 september 2025  | WK 2026 kwalificatie | Ierland − Hongarije         |         |
| 16 | Boedapest | 16 november 2025  | WK 2026 kwalificatie | Hongarije − Ierland         |         |

## Samenvatting
| Competitie        | Totaal gespeeld | Winst Hongarije | Gelijk | Winst Ierland | Doelsaldo Hongarije – Ierland |
| ----------------- | --------------- | --------------- | ------ | ------------- | ----------------------------- |
| WK-kwalificatie   | 4               | 2               | 1      | 1             | 6 − 3                         |
| Vriendschappelijk | 10              | 3               | 5      | 2             | 20 − 17                       |
| Totaal            | 14              | 5               | 6      | 3             | 26 − 20                       |

## Details

### Achtste ontmoeting
| WK 1990 kwalificatie (Boedapest, Hongarije, 8 maart 1989): |              | |
| Hongarije | 0 – 0        | Ierland |
| | goals        | |
| Bertalan Bicskei | bondscoach   | Jack Charlton |
| Péter Disztl István Kozma János Sass László Disztl Ervin Kovács Zoltán Bognár József Kiprich József Gregor 76' Ferenc Mészáros 46' Lajos Détári Gyula Hajszán | opstellingen | Pat Bonner Chris Morris Chris Hughton Mick McCarthy Kevin Moran Paul McGrath Ronnie Whelan Ray Houghton 80' John Aldridge 80' Tony Cascarino Kevin Sheedy |
| György Bognár 46' Imre Boda 76' | wissels      | 80' Liam Brady 80' Niall Quinn |
| | gele kaarten | |
| - Debuut van Zoltán Bognár voor Hongarije. - Eerste duel Hongarije onder leiding van bondscoach Bertalan Bicskei.                                             |              | |

### Negende ontmoeting
| WK 1990 kwalificatie (Dublin, Ierland, 4 juni 1989): |              | |
| Ierland | 2 – 0        | Hongarije |
| Paul McGrath 34' Tony Cascarino 80' | goals        | |
| Jack Charlton | bondscoach   | Bertalan Bicskei |
| Pat Bonner Chris Hughton Steve Staunton David O'Leary Kevin Moran Andy Townsend Paul McGrath 80' Ray Houghton John Aldridge 74' Tony Cascarino Kevin Sheedy | opstellingen | Péter Disztl István Kozma József Keller László Disztl József Fitos Imre Garaba 71' Géza Mészöly Zoltán Bognár Imre Boda Lajos Détári 66' András Cseh |
| Liam Brady 74' Chris Morris 80' | wissels      | 66' György Bognár 71' István Vincze |
| Andy Townsend 35' | gele kaarten | 84' Lajos Détári |

MLSZ · A-internationals · Selecties · Bondscoaches · Hongaars vrouwenelftal · Olympisch elftal · Hongarije U21 · Hongarije U20 · Hongarije U19 · Hongarije U18 · Hongarije U17 · Hongarije U16
1902 – 1919 · 
1920 – 1929 · 
1930 – 1939 · 
1940 – 1949 · 
1950 – 1959 · 
1960 – 1969 · 
1970 – 1979 · 
1980 – 1989 · 
1990 – 1999 · 
2000 – 2009 · 
2010 – 2019 ·
2020 − 2029
EK's:
1964 · 
1972 · 
2016 ·
2020 ·
2024
WK's:
1934 · 
1938 · 
1954 · 
1958 · 
1962 · 
1966 · 
1978 · 
1982 · 
1986
OS:
1912 · 
1924 · 
1936 · 
1952 · 
1960 · 
1964 · 
1968 · 
1972 · 
1996
1902 · 
1903 · 
1904 · 
1905 · 
1906 · 
1907 · 
1908 · 
1909 · 
1910 · 
1911 · 
1912 · 
1913 · 
1914 · 
1915 · 
1916 · 
1917 · 
1918 · 
1919 · 
1920 · 
1921 · 
1922 · 
1923 · 
1924 · 
1925 · 
1926 · 
1927 · 
1928 · 
1929 · 
1930 · 
1931 · 
1932 · 
1933 · 
1934 · 
1935 · 
1936 · 
1937 · 
1938 · 
1939 · 
1940 · 
1941 · 
1942 · 
1943 · 
1944 · 
1945 · 
1946 · 
1947 · 
1948 · 
1949 · 
1950 · 
1952 · 
1952 · 
1953 · 
1954 · 
1955 · 
1956 · 
1957 · 
1958 · 
1959 · 
1960 · 
1961 · 
1962 · 
1963 · 
1964 · 
1965 · 
1966 · 
1967 · 
1968 · 
1969 · 
1970 · 
1971 · 
1972 · 
1973 · 
1974 · 
1975 · 
1976 · 
1977 · 
1978 · 
1979 · 
1980 · 
1981 · 
1982 · 
1983 · 
1984 · 
1985 · 
1986 · 
1987 · 
1988 · 
1989 · 
1990 · 
1991 · 
1992 · 
1993 · 
1994 · 
1995 · 
1996 · 
1997 · 
1998 · 
1999 · 
2000 · 
2001 · 
2002 · 
2003 · 
2004 · 
2005 · 
2006 · 
2007 · 
2008 · 
2009 · 
2010 · 
2011 · 
2012 · 
2013 · 
2014 · 
2015 ·
2016 ·
2017 ·
2018 ·
2019 ·
2020 ·
2021 ·
2022 ·
2023 ·
2024
Albanië ·
Algerije ·
Andorra · 
Antigua en Barbuda ·
Argentinië ·
Armenië ·
Australië ·
Azerbeidzjan ·
België ·
Bohemen ·
Bolivia ·
Bosnië en Herzegovina ·
Brazilië ·
Bulgarije ·
Canada ·
Chili ·
China ·
Colombia ·
Costa Rica ·
Cyprus ·
Denemarken ·
DDR ·
Duitsland ·
Egypte ·
El Salvador ·
Engeland ·
Estland ·
Faeröer ·
Finland ·
Frankrijk ·
Georgië ·
Griekenland ·
Ierland ·
IJsland ·
India ·
Iran ·
Israël ·
Italië ·
Ivoorkust ·
Japan ·
Joegoslavië ·
Jordanië ·
Kazachstan · 
Koeweit ·
Kosovo · 
Kroatië ·
Letland ·
Libanon ·
Liechtenstein ·
Litouwen ·
Luxemburg ·
Malta ·
Mexico ·
Moldavië ·
Montenegro ·
Nederland ·
Nederlands-Indië ·
Nieuw-Zeeland ·
Noord-Ierland ·
Noord-Macedonië ·
Noorwegen ·
Oekraïne ·
Oostenrijk ·
Paraguay ·
Peru ·
Polen ·
Portugal ·
Qatar ·
Roemenië ·
Rusland ·
San Marino ·
Saoedi-Arabië ·
Schotland ·
Servië ·
Slovenië ·
Slowakije ·
Sovjet-Unie ·
Spanje ·
Tsjechië ·
Tsjecho-Slowakije ·
Turkije ·
Uruguay ·
Verenigde Arabische Emiraten ·
Verenigde Staten ·
Verenigd Koninkrijk ·
Wales ·
Wit-Rusland ·
Zuid-Korea ·
Zweden ·
Zwitserland
Brazilië (1954) · 
Duitsland (2021) ·
Frankrijk (2021) · 
IJsland (2016) · 
Italië (1938) · 
Oostenrijk (2016) · 
Portugal (2021) · 
West-Duitsland (1954, 2)
FAI · A-internationals · Bondscoaches · Statistieken · Iers vrouwenelftal · Olympisch elftal · Ierland U21 · Ierland U20 · Ierland U19 · Ierland U18 · Ierland U17 · Ierland U16 · Vrouwen U17
1924 – 1929 ·
1930 – 1939 ·
1940 – 1949 ·
1950 – 1959 ·
1960 – 1969 ·
1970 – 1979 ·
1980 – 1989 ·
1990 – 1999 ·
2000 – 2009 ·
2010 – 2019 ·
2020 − 2029
EK 1988 · 
EK 2012 · 
EK 2016
WK 1990 · 
WK 1994 · 
WK 2002
1924 · 
1925 · 
1926 · 
1927 · 
1928 · 
1929 · 
1930 · 
1931 · 
1932 · 
1933 · 
1934 · 
1935 · 
1936 · 
1937 · 
1938 · 
1939 · 
1940 · 1941 · 1942 · 1943 · 1944 · 1945 · 
1946 · 
1947 · 
1948 · 
1949 · 
1950 · 
1951 · 
1952 · 
1953 · 
1954 · 
1955 · 
1956 · 
1957 · 
1958 · 
1959 · 
1960 · 
1961 · 
1962 · 
1963 · 
1964 · 
1965 · 
1966 · 
1967 · 
1968 · 
1969 · 
1970 · 
1971 · 
1972 · 
1973 · 
1974 · 
1975 · 
1976 · 
1977 · 
1978 · 
1979 · 
1980 · 
1981 · 
1982 · 
1983 · 
1984 · 
1985 · 
1986 · 
1987 · 
1988 · 
1989 · 
1990 · 
1991 · 
1992 · 
1993 · 
1994 · 
1995 · 
1996 · 
1997 · 
1998 · 
1999 · 
2000 · 
2001 · 
2002 · 
2003 · 
2004 · 
2005 · 
2006 · 
2007 · 
2008 · 
2009 · 
2010 · 
2011 · 
2012 · 
2013 · 
2014 · 
2015 ·
2016 ·
2017 ·
2018 ·
2019 ·
2020 ·
2021
Albanië ·
Algerije ·
Andorra ·
Argentinië ·
Armenië ·
Australië ·
Azerbeidzjan ·
België ·
Bolivia ·
Bosnië en Herzegovina ·
Brazilië ·
Bulgarije ·
Canada ·
Chili ·
China ·
Colombia ·
Costa Rica ·
Cyprus ·
Denemarken ·
Duitsland ·
Ecuador ·
Egypte ·
Engeland ·
Estland ·
Faeröer ·
Finland ·
Frankrijk ·
Georgië ·
Gibraltar ·
Griekenland ·
Hongarije ·
IJsland ·
Iran ·
Israël ·
Italië ·
Jamaica ·
Joegoslavië ·
Kameroen ·
Kazachstan ·
Kroatië ·
Letland ·
Liechtenstein ·
Litouwen ·
Luxemburg ·
Malta ·
Marokko ·
Mexico ·
Moldavië ·
Montenegro ·
Nederland ·
Nieuw-Zeeland ·
Nigeria ·
Noord-Ierland ·
Noord-Macedonië ·
Noorwegen ·
Oekraïne ·
Oman ·
Oostenrijk ·
Paraguay ·
Polen ·
Portugal ·
Qatar ·
Roemenië ·
Rusland ·
San Marino ·
Saoedi-Arabië ·
Schotland ·
Servië ·
Slowakije ·
Sovjet-Unie ·
Spanje ·
Trinidad en Tobago ·
Tsjechië ·
Tsjecho-Slowakije ·
Tunesië ·
Turkije ·
Uruguay ·
Verenigde Staten ·
Wales ·
Wit-Rusland ·
Zuid-Afrika ·
Zweden ·
Zwitserland
België (2016) · 
Italië (2012) · 
Kroatië (2012) · 
Spanje (2012) · 
Zweden (2016)